# Pantelleria
Pantelleria ist eine italienische Insel im Mittelmeer südwestlich von Sizilien. Sie bildet mit einigen vorgelagerten Felsen die Gemeinde Pantelleria mit 7268 Einwohnern (Stand 31. Dezember 2023) im sizilianischen Freien Gemeindekonsortium Trapani. Die Phönizier nannten die Insel Hiranin, die Römer Cossyra. Der Name Pantelleria stammt aus dem Arabischen und bedeutet „Tochter der Winde“ (بنت الأرياح / Bint al-aryāḥ).

## Geographie
Geologisch gehört die Vulkaninsel Pantelleria zum afrikanischen Kontinent. Sie liegt ungefähr 60 km östlich von der tunesischen Halbinsel Kap Bon und 100 km südwestlich von Sizilien, inmitten der Straße von Sizilien. Sie hat eine Fläche von ca. 83 km² bei maximal 14 km Länge und 8 km Breite. Ihre untermeerische Basis besitzt einen Durchmesser von etwa 20 km.
Die höchste Erhebung der Insel ist die Montagna Grande (836 m).
Im Osten sind einige winzige Nebeninseln und Felsen vorgelagert, zumeist im Abstand von weniger als 100 Metern zur Küste, darunter (von Nord nach Süd):
- Faraglione Tracino
- Scoglio di Punta del Duce
- Scogli del Formaggio
- Faraglione Dietro l’Isola

Die Insel Ferdinandea (Nerita) war eine 1831 durch einen vulkanischen Ausbruch entstandene, aber bald darauf wieder verschwundene Insel. Sie war rund 60 km von der Südwestküste Siziliens entfernt und lag zwischen Pantelleria und der sizilianischen Stadt Sciacca. Nach neuesten Untersuchungen war sie Teil des Unterseevulkans Empedocle (Empedokles).

### Schutzgebiete
Auf der Insel liegt der 2016 gegründete Nationalpark Pantelleria. Zudem ist mit den beiden Flora-Fauna-Habitat-Gebieten „Isola di Pantelleria: Montagna Grande e Monte Gibele“ und „Isola di Pantelleria – Area Costiera, Falesie e Bagno dell’Acqua“ sowie dem Vogelschutzgebiet „Isola di Pantelleria e area marina circostante“ ein großer Teil der Insel und der umgebenden Meeresfläche Bestandteil des europäischen Schutzgebietsnetzes Natura 2000.

## Geologie

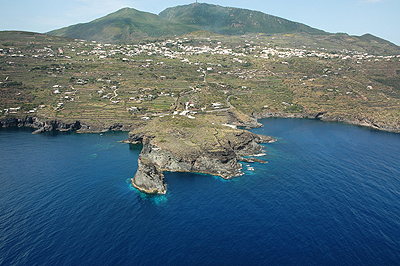
Vulkanküste

Der vulkanische Ursprung der Insel und ihrer vorgelagerten Felsen hängt zusammen mit der Herausbildung des Pantelleria-Riftes, der ab dem Miozän als Teil eines lang gestreckten Systems von Gräben und Horsten im Gefolge von Verschiebungen der afrikanischen und der europäischen Kontinentalplatten im Schelfbereich zwischen Sizilien und Afrika entstand. Am nordwestlichen Ende dieses Riftes drang in einem Becken direkt über der Grabenachse seit etwa 300.000 Jahren mehrmals Magma empor und bildete die Vulkaninsel Pantelleria.
Vor etwa 50.000 Jahren entstanden bei einer Reihe von Eruptionen flächig abgelagerte grüne Tuffe, welche die gesamte Insel überdeckten und heute noch in weiten Teilen verbreitet sind. Jüngere Ausbrüche vor etwa 35.000 Jahren bauten über diesen Tuffen und in den ihnen zugeordneten Kratern mehrere Vulkankegel auf, deren größter der heute 700 Meter hohe Monte Gibelè ist. Dessen nördlicher Teil wurde später um etwa 275 Meter gehoben und bildet mit der heute 836 Meter hohen Montagna Grande die höchste Erhebung der Insel.
Im flach auslaufenden Norden der Insel reihten sich basaltische Eruptionszentren entlang von NW-SE verlaufenden Bruchzonen. Die Basalte von Punta San Leonardo besitzen ein Alter von etwa 29.000 Jahren, die von Mursia von wenigen tausend Jahren.
Die Riftbildung und der mit ihr verbundene Vulkanismus dauerten auch in jüngster Zeit noch an. Das zeigt beispielsweise ein submariner Vulkan, der im Jahre 1831 wenige Kilometer östlich von Pantelleria entstand und die Insel Ferdinandea schuf, die jedoch einige Jahrzehnte später wieder verschwand. Im Osten befindet sich der submarine Vulkan Empedocles. Postvulkanische Erscheinungen sind die heute noch verbreiteten Niedrig-Temperatur-Fumarolen und warmen Quellen Pantellerias.
Die Insel wird zudem als Typlokalität des Minerals Anorthoklas angegeben.

## Klima
Auf Pantelleria herrscht subtropisches Klima mit heißen, trockenen Sommern und mäßig warmen, feuchten Wintern. Das Temperaturmaximum liegt mit einem Tagesdurchschnitt von 25 °C im August, das Maximum der Niederschläge mit 80 mm im Dezember. Die Jahresdurchschnittstemperatur beträgt 17,5 °C. Die Jahresniederschläge haben eine Höhe von 485 mm. Fast immer weht Wind, meist entweder der kühle Mistral aus dem Nordwesten oder der heiße Scirocco aus dem Süden.

## Vegetation
Vor allem die vulkanischen Böden der bergigen Insel und die durch die hohe Luftfeuchtigkeit der marinen Zone gemilderte Aridität des mediterranen Klimas bestimmen die Pflanzengesellschaften, die sich auf Pantelleria herausgebildet haben:
- In den höchsten Zonen, so auf den südexponierten Hängen von Montagna Grande und Monte Gibele, wächst ein mit Baumheide (Erica arborea) durchsetzter Steineichenwald (Quercus ilex).
- Weiter verbreitet ist ein Pinienwald (Pinus pinaster) mit Ginster (Genista aspalathoides) im buschigen Unterwuchs. Eine wärmeliebende Variante dieses Waldes, in der als Leitpflanzen Rosmarin (Rosmarinus officinalis) und Kopfiger Thymian (Thymbra capitata) zu finden sind, beschränkt sich auf die Hänge in eingegrenzten westlichen Küstenzonen.
- Wo die Wiederbesiedelung von Lavagesteinen noch im Gange ist, entwickelte sich eine sehr wärmeliebende Macchie, für die Baum-Wolfsmilch (Euphorbia dendroides) und Schmalblättrige Baumschlinge (Periploca angustifolia) charakteristisch sind.
- Auf marinen Kliffen hält sich der endemische Pantelleria-Strandflieder (Limonium cosyrense) als Charakterpflanze einer niedrig wachsenden Pflanzengesellschaft, die weiter im Innern der Insel ersetzt wird durch eine an den Unterwuchs des Steineichenwaldes erinnernde Gesellschaft, in der Strohblumen (Helichrysum rupestre var. errarae, endemische Varietät) und Levkojen (Matthiola incana subsp. pulchella) aspektbildend sind.
- Weniger dauerhafte, krautige Pflanzengesellschaften sind beispielsweise von einer endemischen Varietät des Schwarzwerdenden Klee (Trifolium nigrescens var. dolychodon) dominiertes Grasland, einige, von Sukkulenten bestimmte, Trockenheit liebende Assoziationen, außerdem eher seltene, Feuchtigkeit liebende Assoziationen mit Durieus Brachsenkraut (Isoetes durieui) und Wenigblütigem Hahnenfuß (Ranunculus parviflorus) und als Besonderheit eine Assoziation bei den Fumarolen der Insel, für die das Schraubige Tännelkraut (Kickxia cirrhosa) typisch erscheint.
- Eine besondere Vegetation weisen der Bagno dell'Acqua und seine Uferzonen auf, wo durch das Thermalwasser besondere chemische Verhältnisse herrschen. Am Ufer wächst beispielsweise ein endemischer Strandflieder (Limonium secundirameum). Im brackigen Wasser bilden Glattes Zypergras (Cyperus laevigatus) und eine mediterrane Unterart der Strand-Teichsimse (Schoenoplectus litoralis subsp. thermalis) größere Bestände.
- Auf den degradierten Felsen der ariden Meeresküste können sich nur besonders widerstandsfähige Arten wie zum Beispiel eine Unterart des Bartgrases (Hyparrhenia hirta subsp. pubescens) halten.
- Eine Seltenheit stellen an wenigen geeigneten, kurzen Küstenabschnitten sandliebende Pflanzengesellschaften mit Leitpflanzen wie Kali-Salzkraut (Salsola kali) und Strand-Wolfsmilch (Euphorbia paralias) dar.
- Eine besondere Vegetationsdynamik ergibt sich auf aufgegebenen Wein- und Kapernterrassen. Es lassen sich fünf Altersklassen von Brachen unterscheiden. Nach 50 bis 80 Jahren besteht die Vegetation bereits aus dichten Macchie-Gesellschaften. Am Ende der Sukzession stellt sich wahrscheinlich Steineichenwald ein. An manchen Stellen verhindern einige Pflanzenarten eine rasche Sukzession und bilden monospezifische Aspekte, so verschiedene Zistrosen (Cistus), Mittelmeer-Brombeere (Rubus ulmifolius), Zweiähriges Bartgras (Andropogon distachyos) und Behaartes Bartgras (Hyparrhenia hirta).[9]

## Fauna
Durch seine relativ isolierte Lage gibt es auf Pantelleria 21 endemische Tiere, d. h. Arten bzw. Unterarten, die ausschließlich auf der Insel vorkommen. Dazu gehören auch zwei Wirbeltiere, eine Unterart der Nordafrikanischen Hausspitzmaus (Crocidura pachyura cossyrensis Contoli, 1990) und eine Unterart der Waldmaus (Apodemus sylvaticus hermani Felten et Storch, 1970). Des Weiteren sind zwölf Käferarten, drei Wanzenarten und jeweils eine Art der Ameisen, Maulwurfsgrillen und Landasseln endemisch. Erstaunlicherweise gibt es auf der Insel keine endemischen Reptilien und nur eine endemische Landschnecke (Marmorana muralis insularis (Benoit, 1857)).

## Geschichte

### Bis zum Ende der Antike

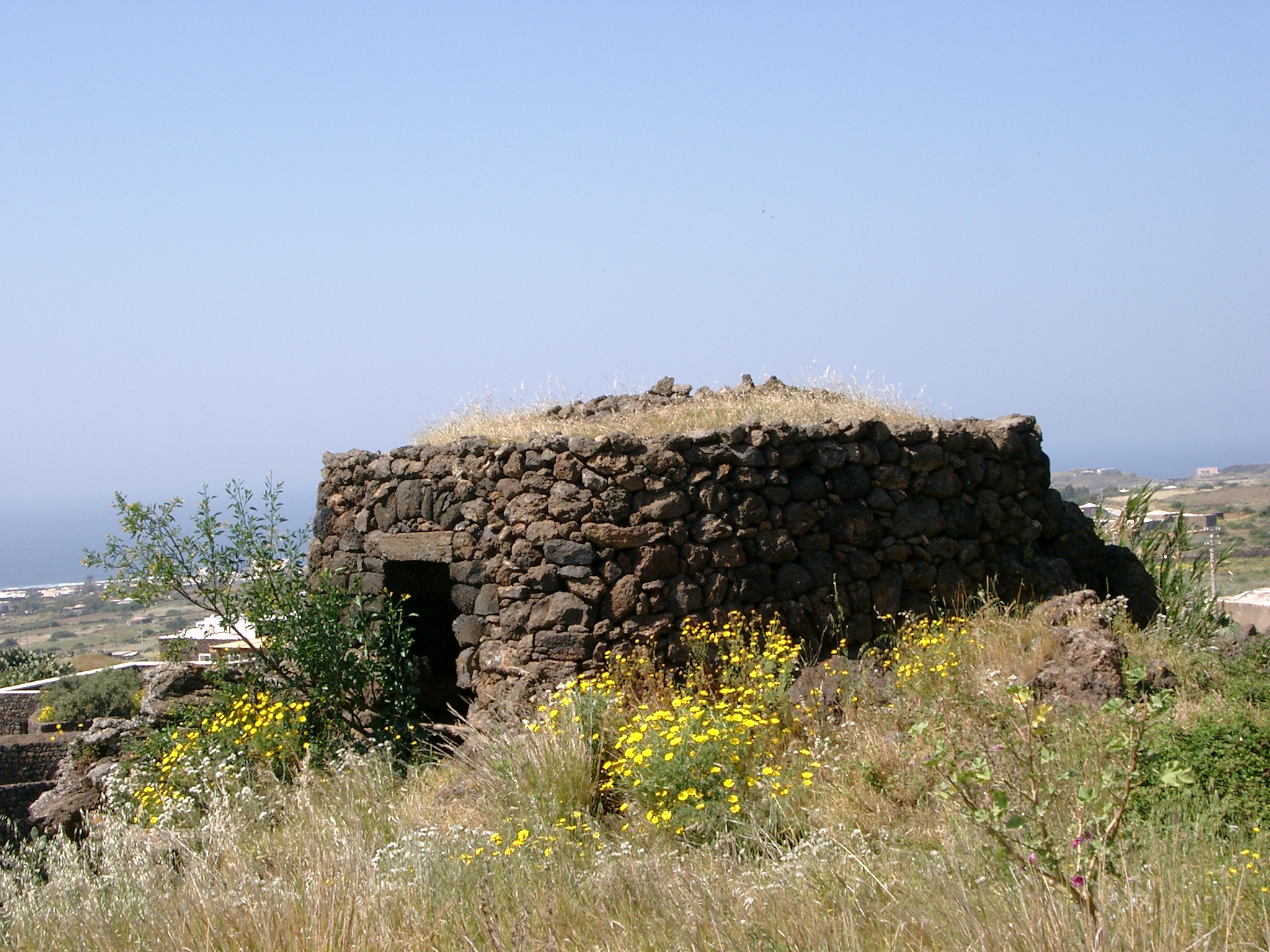
Steinhütte (Dammuso)

Der Obsidian Pantellerias war bereits im Neolithikum begehrter Rohstoff und gelangte ins nahe Sizilien und Tunesien, aber auch nach Süditalien, Malta und an den Golfe du Lion.
Man findet turmartige Strukturen, Sesi genannt, welche wahrscheinlich neolithische Grabstätten waren (5. Jahrtausend v. Chr.). Die Ruinen einer bronzezeitlichen Siedlung wurden bei Mursia entdeckt. Als Dammuso wird der typische traditionelle Haustyp auf Pantelleria und Lampedusa bezeichnet. Dessen Bauform mit kuppelförmigem Dach geht auf die Zeit des Emirat von Sizilien (von 831 bis 1091) zurück.
Die Insel war ab dem 6. Jahrhundert v. Chr. einer der frühesten und wichtigsten Stützpunkte der Phönizier und Karthagos, ehe sie im Ersten Punischen Krieg 255 v. Chr. von Rom erstmals und 217 v. Chr. endgültig erobert wurde. Im 5. Jahrhundert v. Chr. umfasste der Machtbereich Karthagos die Küsten Nordafrikas, das südliche Spanien, den Westteil Siziliens sowie weite Teile Sardiniens und Malta. Zisternen und Terrassen aus punischer Zeit finden sich auf der süßwasserarmen Insel. Unter dem Dammuso auf der höchsten Spitze des Berges San Marco liegen drei komplett erhaltene, monumentale ovale Zisternen, die punischen Ursprungs sind. Weitere Zisternen finden sich im gesamten Hügelbereich. Auffällig sind die Reste mehrerer monumentaler Terrassen- und Befestigungsmauern aus sorgfältig behauenen Trachytquadern, die den oberen Bereich des San Marco- und Santa Teresa-Hügels umziehen. In einer modernen Mauer fanden sich zahlreiche antike Bauglieder, die vermutlich von einem Monumentalbau auf der Akropolis stammen. Mosaikböden und andere Funde bezeugen die Anwesenheit der Römer auf der Insel, die sie Cossyra nannten. So wurden unter anderem im Spätsommer 2003 auf dem Hügel San Marco drei Marmorbüsten aus dem 1. Jahrhundert gefunden. Die Porträts werden Caesar, Titus und Antonia Minor zugeordnet.

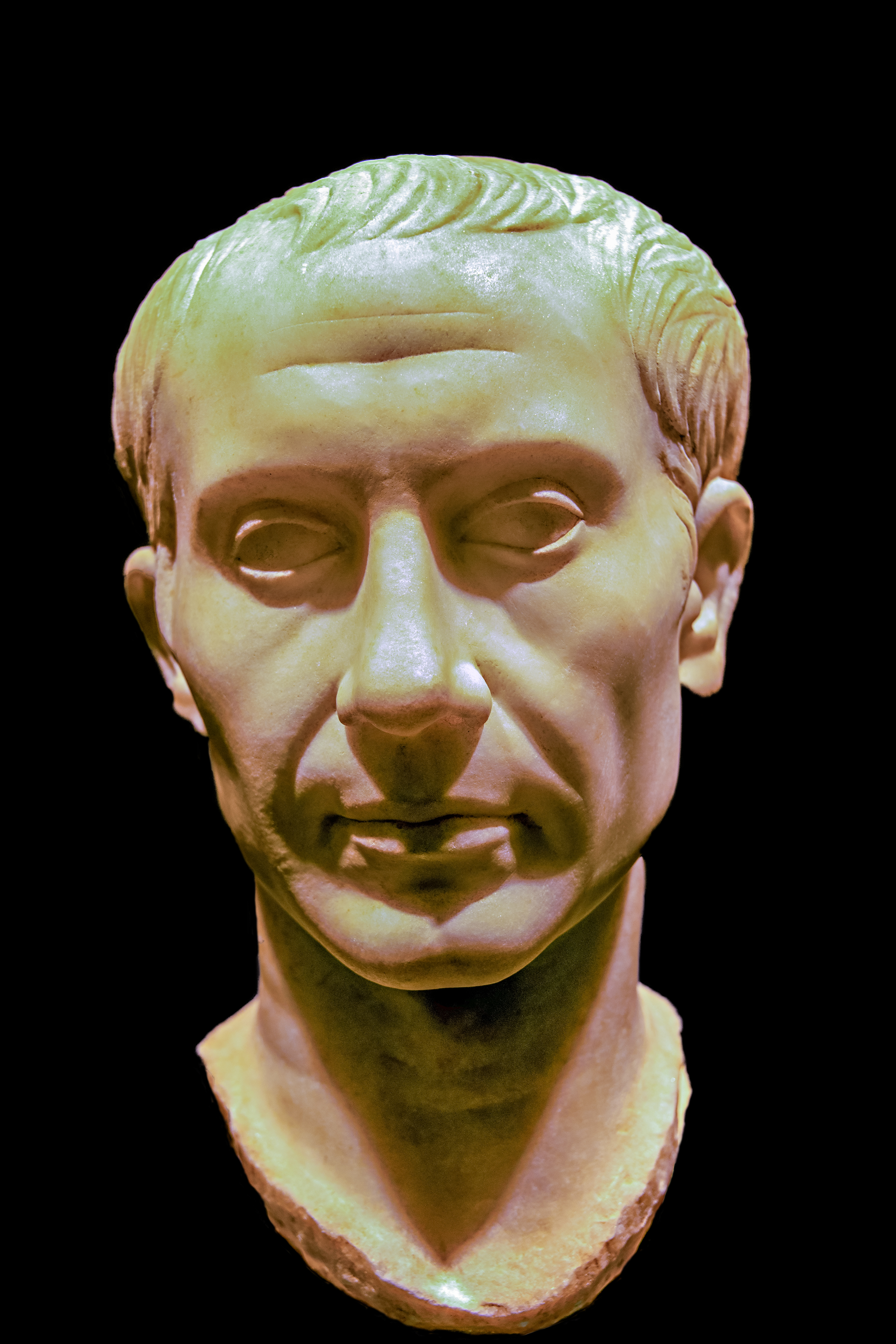
Marmorbüste des Gaius Iulius Caesar
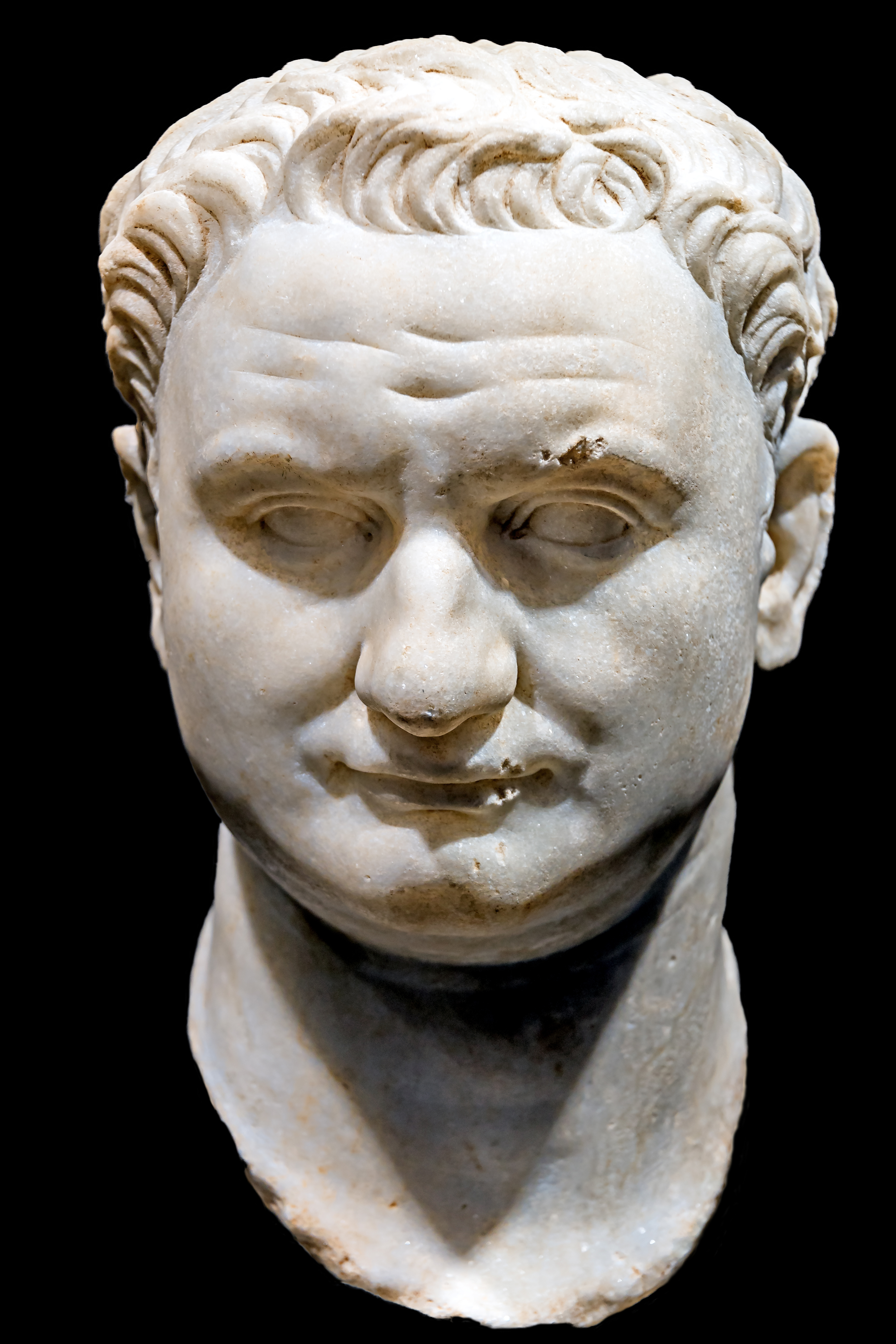
Marmorbüste des Titus
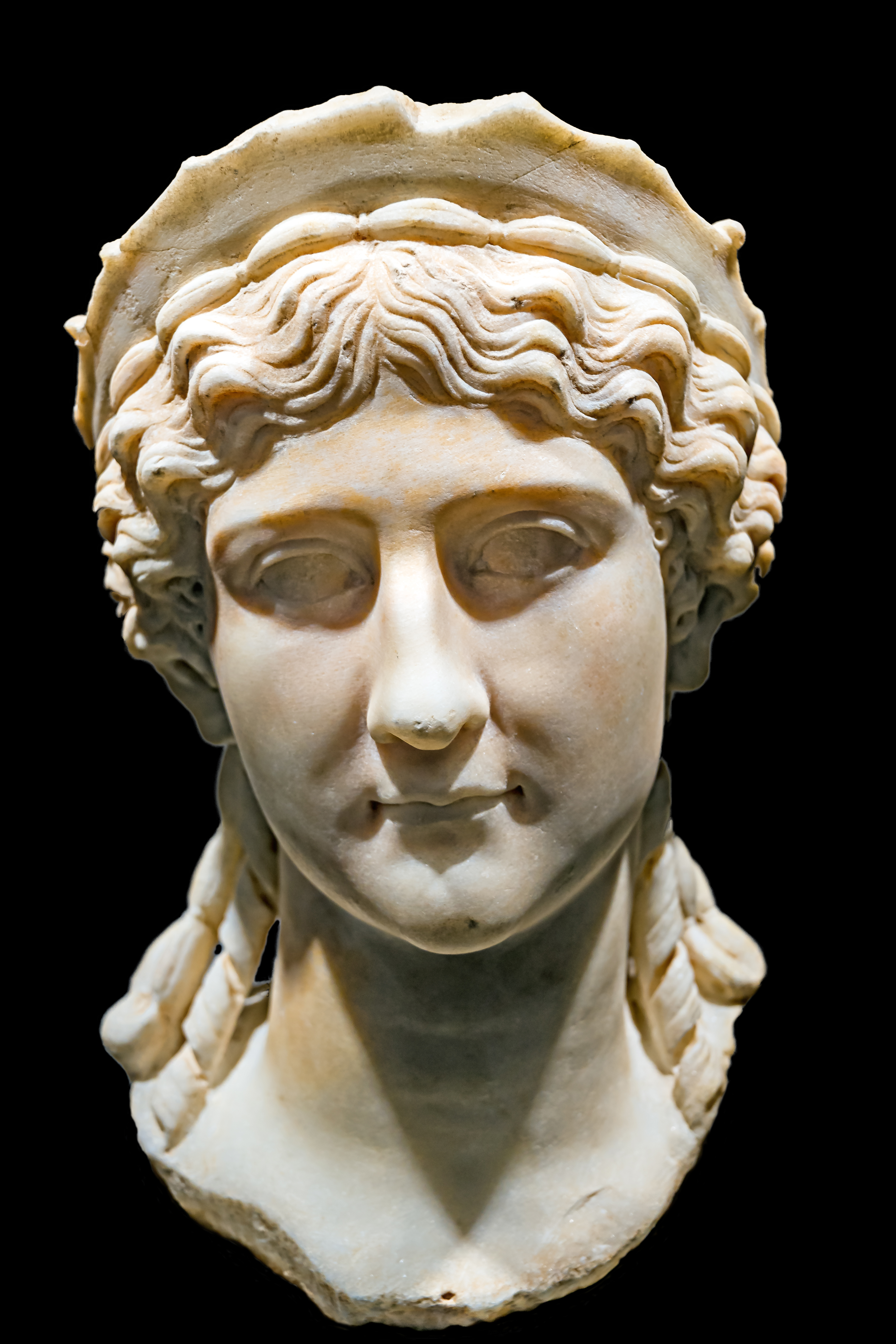
Marmorbüste der Antonia Minor

### Mittelalter und frühe Neuzeit
Die Insel wurde in der Zeit der Völkerwanderung von den Vandalen eingenommen und von den Truppen Kaiser Justinians im Rahmen seiner Restauratio imperii zurückerobert. Die Herrschaft der Byzantiner wiederum endete 806 mit wiederholten Überfällen und Plünderungen durch die Araber. Diese verschleppten dabei christliche Mönche in die Sklaverei, um deren Freilassung sich Karl der Große selbst bemühte. Schließlich besiedelten die Araber Pantelleria dauerhaft, und ab 845 war die Insel Teil des Emirats Sizilien. Die Araber führten den Baumwollanbau und die Tuchproduktion ein, im Mittelalter und in der frühen Neuzeit die wichtigste Einnahmequelle der Inselbewohner. Die meisten Einwohner waren Juden. Das Arabische prägt bis heute den auf Pantelleria gesprochenen sizilianischen Dialekt. Im Jahr 1123 eroberten die Normannen unter Roger II. die Insel und gliederten sie ins Königreich Sizilien ein. Seither teilt sie politisch das Schicksal der großen Nachbarinsel. Mit ihr fielen Pantelleria und Malta im Spätmittelalter an das spanische Königreich Aragón. Deswegen mussten 1492 alle Juden die Inseln verlassen oder konvertieren.
Aufgrund seiner Lage zwischen christlichem Europa und islamischer Welt war Pantelleria auch in den folgenden Jahrhunderten immer wieder Überfällen von See her ausgesetzt. Im Juni 1488 plünderten osmanische Truppen die Insel und entführten 80 ihrer damals 250 Einwohner in die Sklaverei. Auch Korsaren der Barbareskenstaaten stellten lange eine Bedrohung dar. Besonders verheerend war 1553 ein Korsaren-Überfall unter dem osmanischen Admiral und Bey von Tripolis Turgut Reis: Die Inselhauptstadt wurde völlig zerstört, die Einwohner getötet oder versklavt. Das auf normannischen Grundmauern errichtete Castello Barbacane im Hafen von Pantelleria stammt aus dieser Zeit.
Mit dem vom Haus Aragon beherrschten Sizilien fiel Pantelleria 1504 für mehr als 200 Jahre an die spanische Krone.

### Vom 18. Jahrhundert bis heute
Seit 1735 regierte eine Nebenlinie der spanischen Bourbonen das Königreich Sizilien und Pantelleria. Unter ihrer Herrschaft wurde die Insel zu einer Strafkolonie. Die Funktion als Gefängnisinsel und Verbannungsort behielt sie auch nach ihrer 1861 erfolgten Eingliederung ins Königreich Italien bei und endete erst mit dem Sturz Mussolinis und des faschistischen Regimes.
Im Zweiten Weltkrieg war die Insel, die Mussolini hatte zur Festung ausbauen lassen, das erste Ziel der alliierten Invasion Italiens. Zwischen dem 18. Mai und dem 11. Juni 1943 wurden bei der Operation Corkscrew 6200 Tonnen Bomben über Pantelleria abgeworfen, mehr als bei den Angriffen auf Dresden mit 3900 Tonnen. Am 11. Juni 1943 mittags ergab sich die Garnison, die Alliierten landeten auf der Insel und 78 deutsche und 11.621 italienische Soldaten gingen in Gefangenschaft.
Seit 1998 nimmt die Zahl der Boots-Flüchtlinge aus Tunesien nach Europa jährlich zu. Es kommt in dem Seegebiet um die Insel immer wieder zu Schiffsunglücken mit Todesfällen.

## Bevölkerung und Gemeinde
Pantelleria zählt heute rund 7.500 Einwohner. Dazu gehören etwa 300 Arbeitsmigranten aus Rumänien, was einem Bevölkerungsanteil von ca. 4 % entspricht. Die gesamte Insel bildet eine Gemeinde Pantelleria, die sich wiederum in 25 Ortsteile (frazioni) gliedert: Balata dei Turchi, Buccuram, Bugeber, Campobello, Contrada Venedise, Cufurá, Gadir, Garitte Karuscia, Kamma, Karuscia, Khaddiuggia, Khamma di Fuori, Madonna delle Grazie, Martingana, Reckhale, San Michele, Santa Chiara, San Vito, Scauri, Scauri Basso, Sciuvechi, Sibà, Sopra Gadir, Tracino und Villaggio Tre Pietre.
| Località abitate              | Bevölkerung 2001 | Höhenlage Meter |
| ----------------------------- | ---------------- | --------------- |
| Bugeber                       | 115              | 126             |
| Campobello                    | 100              | 64              |
| Kamma                         | 1164             | 163             |
| Madonna delle Grazie          | 110              | 202             |
| Pantelleria                   | 3247             | 5               |
| Scauri                        | 957              | 101             |
| Siba-Roncone                  | 144              | 323             |
| Bonsulton                     | 11               | 202             |
| Buccaram di Sopra             | 30               | 205             |
| Contrada Venedise             | 8                | 165             |
| Cufurà                        | 27               | 256             |
| Gadir                         | 12               | 10              |
| Garitte Karuscia              | 24               | 40              |
| Khaddiuggia                   | 14               | 50              |
| Khamma Fuori                  | 11               | 120             |
| Località Cimillia 1)          | 7                | 70              |
| Località Mursia               | 17               | 55              |
| Località Punta Fram 1)        | 2                | 35              |
| Località Roncone - Salerno 1) | 1                | 13              |
| Località Ziton                | 21               | 170             |
| Martingana 1)                 | 5                | 25              |
| Mordomo                       | 60               | 30              |
| Penna                         | 15               | 48              |
| San Michele                   | 13               | 173             |
| Santa Chiara                  | 53               | 30              |
| San Vito                      | 33               | 242             |
| Scauri I                      | 13               | 40              |
| Villaggio Tre Pietre 1)       | 0                | 15              |
| verstreute Wohngebäude        | 1010             | -               |
| Gemeinde Pantelleria          | 7224             | 0 bis 836       |

1) Wohnanlage

## Verkehr
Zwei Fährlinien verbinden die Insel täglich mit Trapani auf Sizilien. Vom Flughafen Pantelleria aus gibt es mit Danish Air Transport tägliche Flugverbindungen nach Trapani, Palermo und Catania. Weitere Verbindungen, etwa nach Rom und Mailand, werden durch andere Anbieter saisonal bedient.

## Weinanbau
Der Weinanbau auf Pantelleria erfolgt auf kleinen Parzellen, die mit nachhaltigen Methoden bewirtschaftet werden. Eine alte Anbauweise von Rebstöcken, die traditionell beim Weinbau auf der Insel gepflegt wird und eine Art der Buscherziehung darstellt, wird Vite ad alberello genannt. Sie wurde 2014 in das Immaterielle Kulturerbe der UNESCO aufgenommen.

## Sehenswürdigkeiten

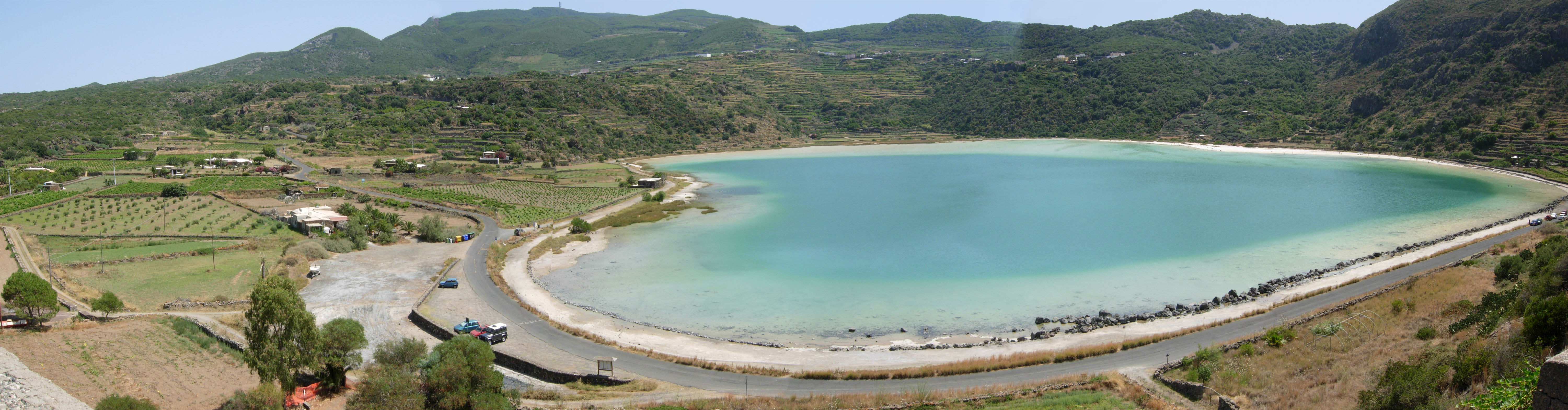
Panorama Specchio di Venere

Der Specchio di Venere (Spiegel der Venus) ist ein Binnensee vulkanischen Ursprungs, der vor 16.000 Jahren entstanden ist. Er ist die einzige größere natürliche Süßwasseransammlung auf der Insel. Der See wird durch heiße Quellen gespeist (34 bis 56 °C) und verliert sein Wasser ausschließlich durch Verdunstung. Am etwa 20 ha großen und 12 m tiefen See kommen sechs Libellen-Arten (Odonata) und acht Wasserkäferarten vor, Fische gibt es keine. Der See ist der einzige bekannte Fundort der afrikanischen Oasen-Pechlibelle (Ischnura fountaineae) in Europa.
Beim Ort Pantelleria befindet sich der Parco Archeologico delle antiche Capitali di Pantelleria. Die Stadt und Akropolis auf dem Doppelhügel von San Marco e Santa Teresa können besichtigt werden. Das Castello Barbacane ist eine Festung, deren Ursprung unbekannt ist.
Die Meeresgrotten Grotta della Storto können nur mit dem Boot erreicht werden.

## Schauplatz in Literatur und Film
Die Insel Pantelleria ist Schauplatz der Kurzgeschichte Der glückliche Sommer der Frau Forbes von Gabriel García Márquez. Eine kolumbianische Familie verbringt dort ihre Ferien. In Abwesenheit ihrer Eltern entspinnt sich zwischen den beiden Kindern und der deutschen Erzieherin Frau Forbes ein Drama. Außerdem diente die Insel als Handlungsort für den Film A Bigger Splash.